# 愛瑪王后橋
愛瑪王后橋是一座横跨库拉索圣安娜湾的浮桥。它將库拉索威廉斯塔德的彭達（Punda）和歐特洛邦達连接起來。该桥是一座铰链式的橋樑，远洋船舶通过圣安娜湾時，愛瑪女王橋會被暫時斷開以便讓這些船舶通過聖安娜灣。
该桥建于1888年，并于1939年、1961年、1983-1986年和2005-2006年进行了全面翻新。1955年，为了庆祝朱丽安娜女王和伯恩哈德亲王的访问，該橋上安装了照明拱门。